# Liepājas spårväg

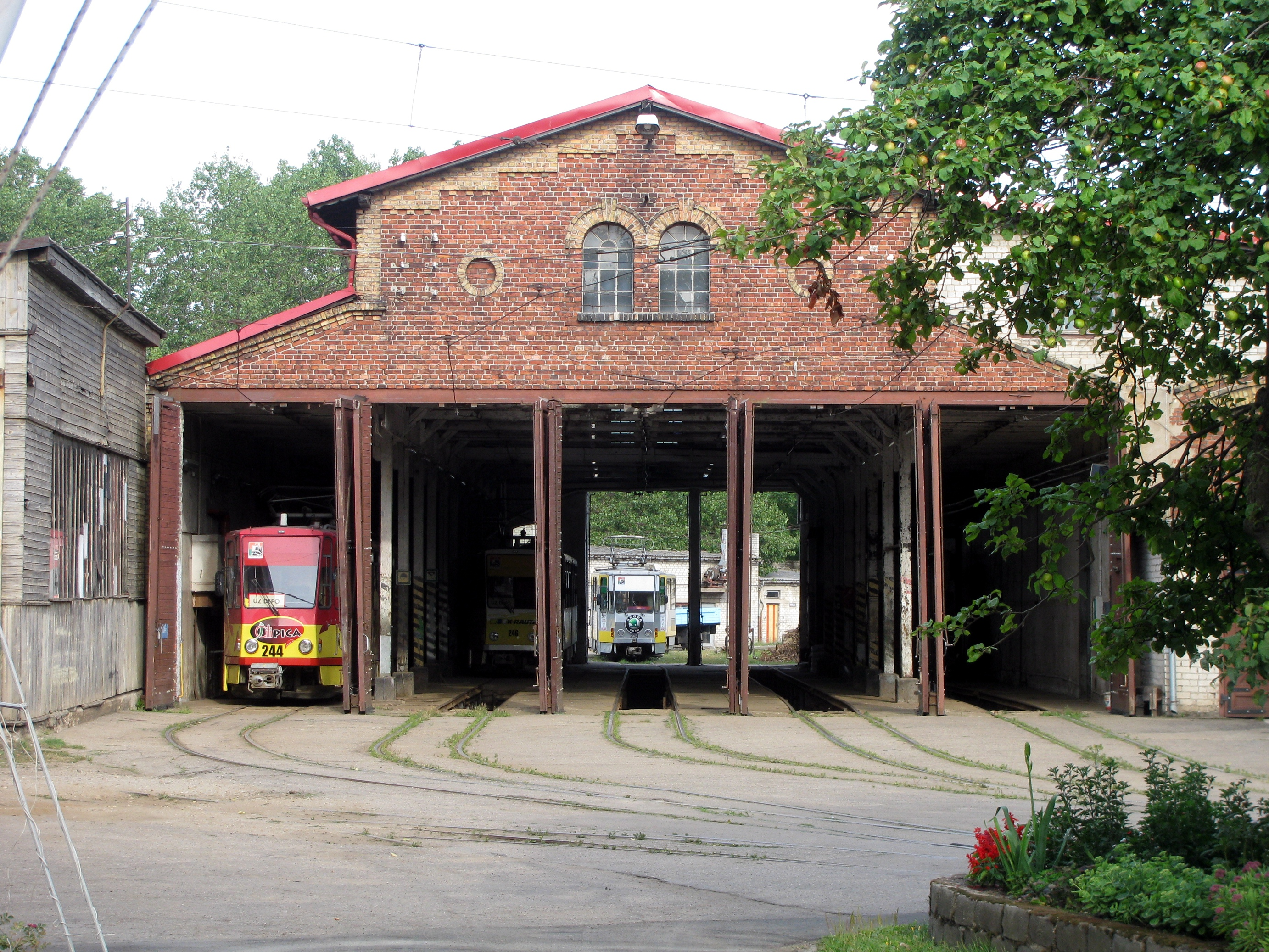
Depån på Rīgas iela 54a

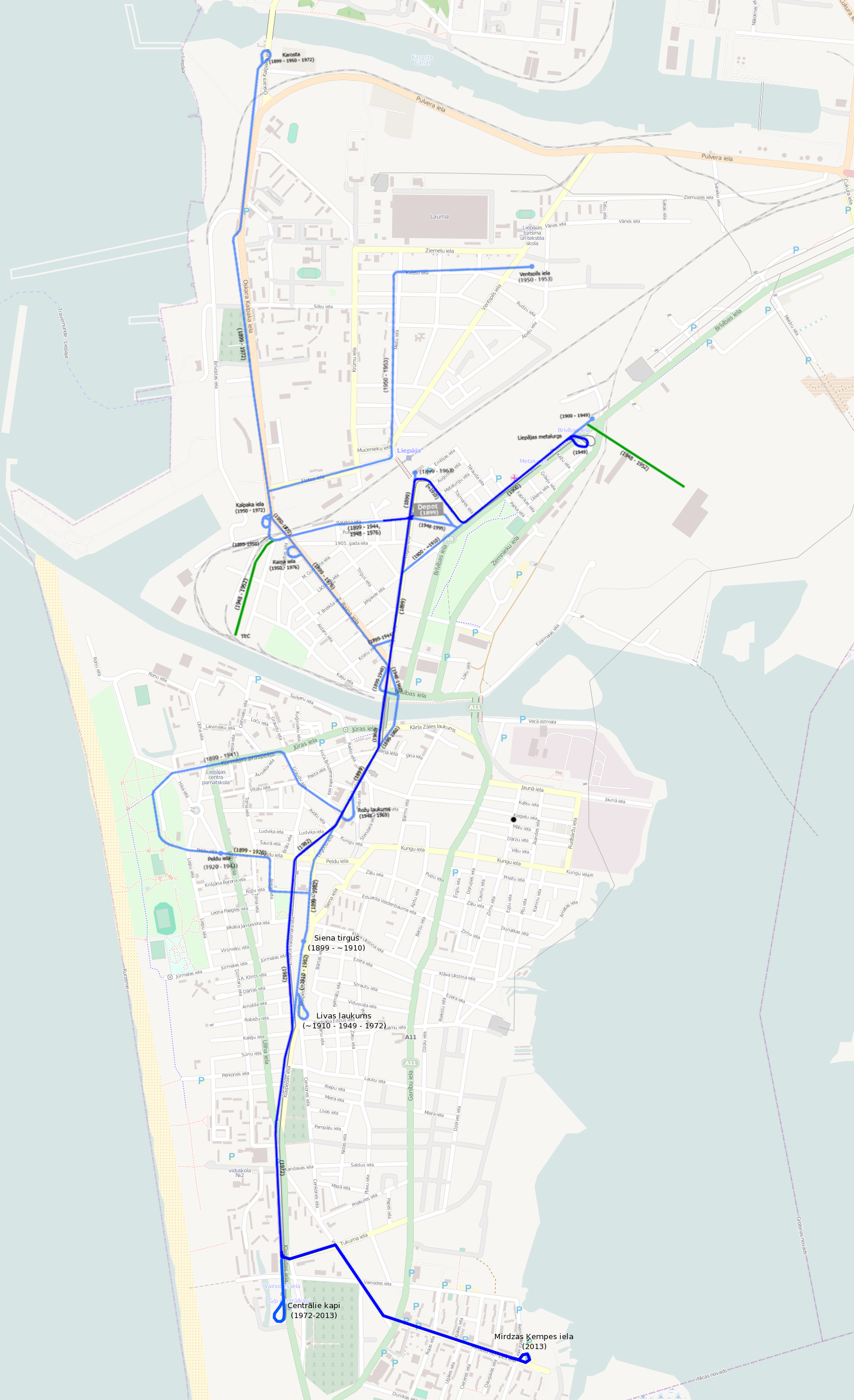
Historisk och aktuell linjekarta

Liepājas spårväg är en del av lokaltransportsystemet i Liepāja i Lettland.
I Lettland finns spårvägsnät i Riga, Daugavpils och Liepāja. I Liepāja öppnades den första spårvägslinjen 1899 och var då elektrifierad. Sedan 1972 har spårvägen i Liepāja enbart en linje. År 2013 förlängdes den 6,9 kilometer långa dubbelspåriga linjen mellan Liepājas Metalurgs (Grobiņas iela) och Centralkyrkogården (Vaiņodes iela) med en kilometer från kyrkogården till förorten Ezerkrast så att linjenätet nu är 7,9 kilometer långt.
Liepājas spårväg är landets enda spårväg med smalspår, 1 000 millimeter.

## Historik
Stadens kontrakt för spårvägsbyggande och -drift under 40 år, med rätt för staden att inköpa verksamheten efter 20 år, gick 1896 till företaget Nürnberger Continental-Gesellschaft für Elektro-Unternehmen. Nätet, med två linjer (den vita och den gröna), skulle vara 10,42 kilometer långt.     
Andra världskriget medförde olika driftsstopp, men trafiken kom igång igen i november 1945. 
Ett projekt på 1950-talet att bygga en linje 3 till sockerfabriken i Ventspils genomfördes aldrig, men på 1970-talet förlängdes banan på Klaipēdas iela till Centralkyrkogården. År 1976 lades linjen till flottans hamn Karosta ned. 

## Fordon
Spårvägen trafikeras med 16 spårvagnar av modell ČKD Tatra Tatra KT4 och 6 TMK 2300 från 
Končar.
Historiskt har Liepājas spårväg haft spårvagnar från olika tillverkare: Waggonfabrik P. Herbrand & Cie, Fenix, Gothaer Waggonfabrik och Tatra. De första levererades av Waggonfabrik P. Herbrand & Cie. i Köln, och sedan flera från samma företag fram till första världskriget. Spårvägsflottan förnyades först efter andra världskriget, och då med spårvagnar 1957–1962 från Gothaer Waggonfabrik. Senare köptes fordon 1976–1979 15 spårvagnar från Tatra i Tjeckoslovakien, och 1983–1988 22 Tatra-spårvagnar. År 2000 inköptes 12 begagnade Tatra-spårvagnar KT4 från Östberlin, och senare några från Cottbus, Gera och Erfurt.

## Fotogalleri

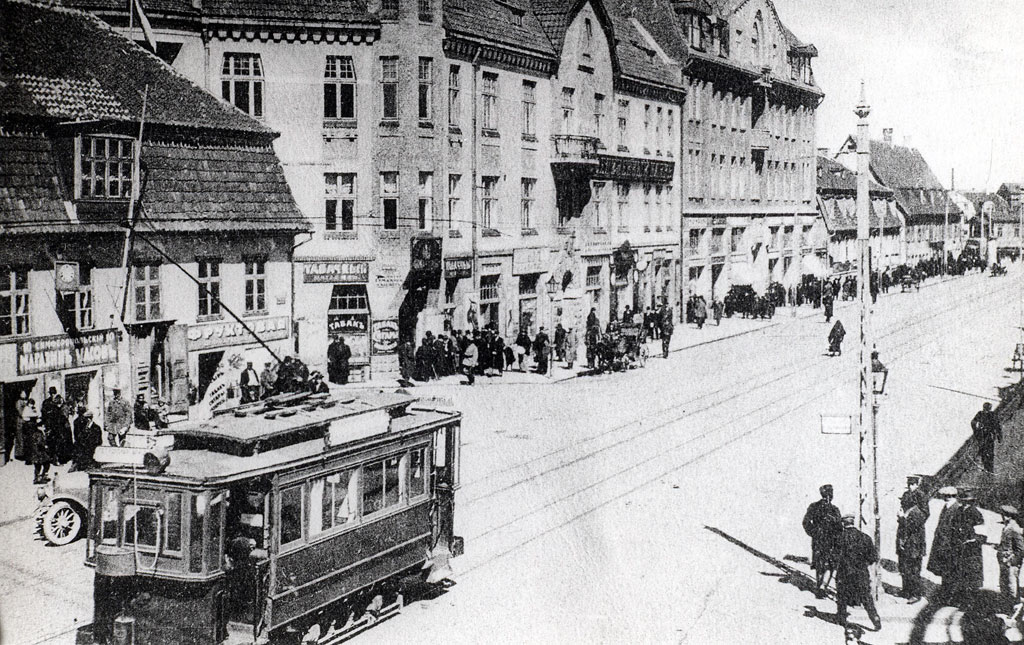
Herbrand Waggonfabrik-Wagen Nr. 1 på Lielā iela (efter 1904)
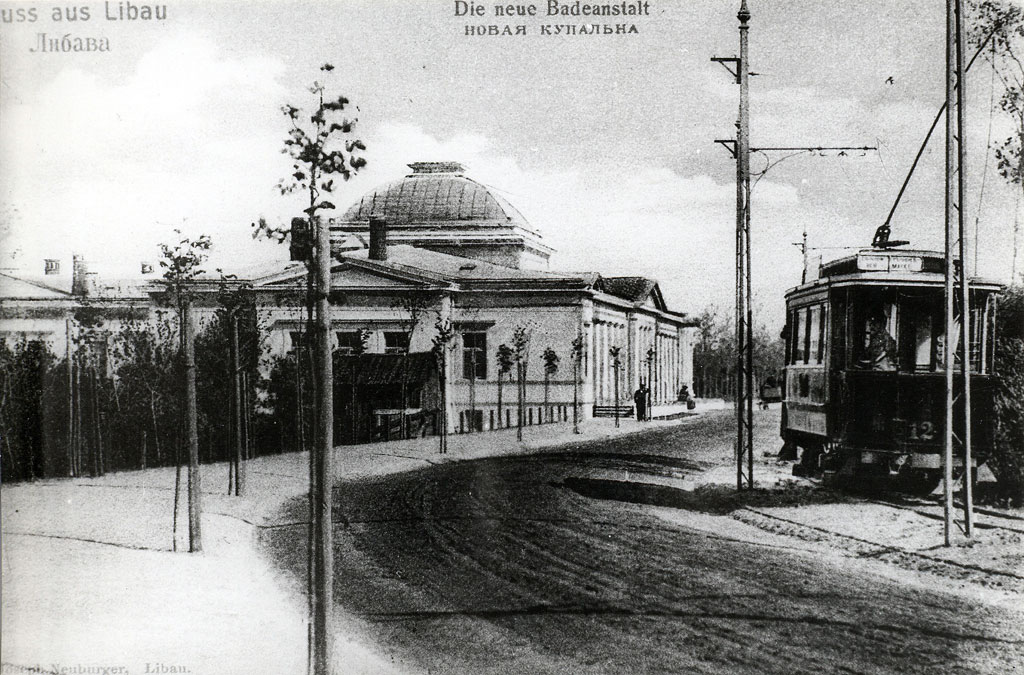
Herbrand Waggonfabrik-Wagen Nr. 12 på den vita linjen framför den nya Badanstalten (början av 1900-talet)
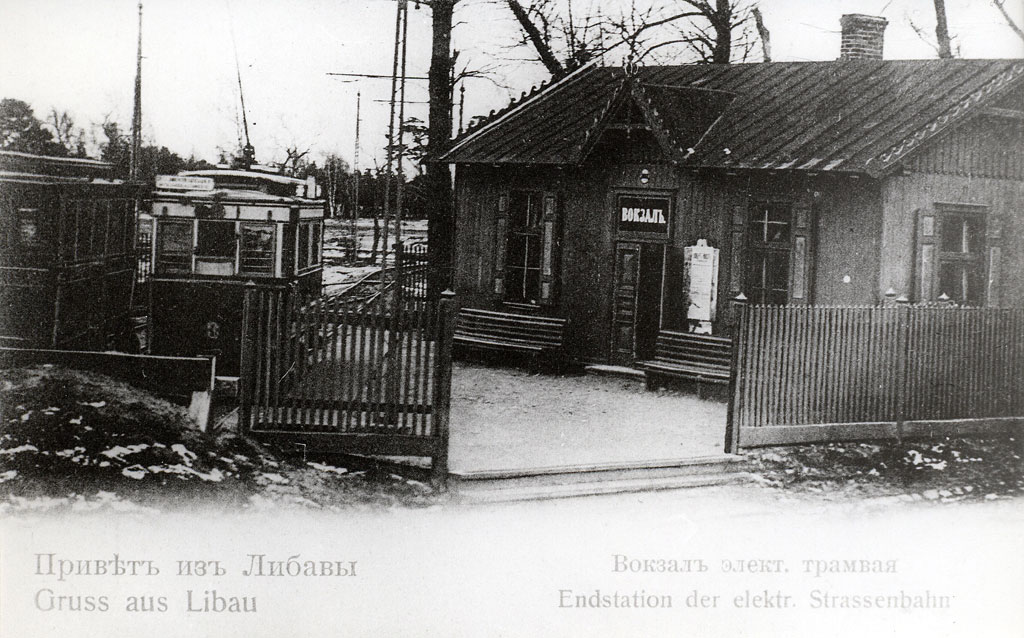
Tidigare ändhållplatsen Karosta (omkring 1900)
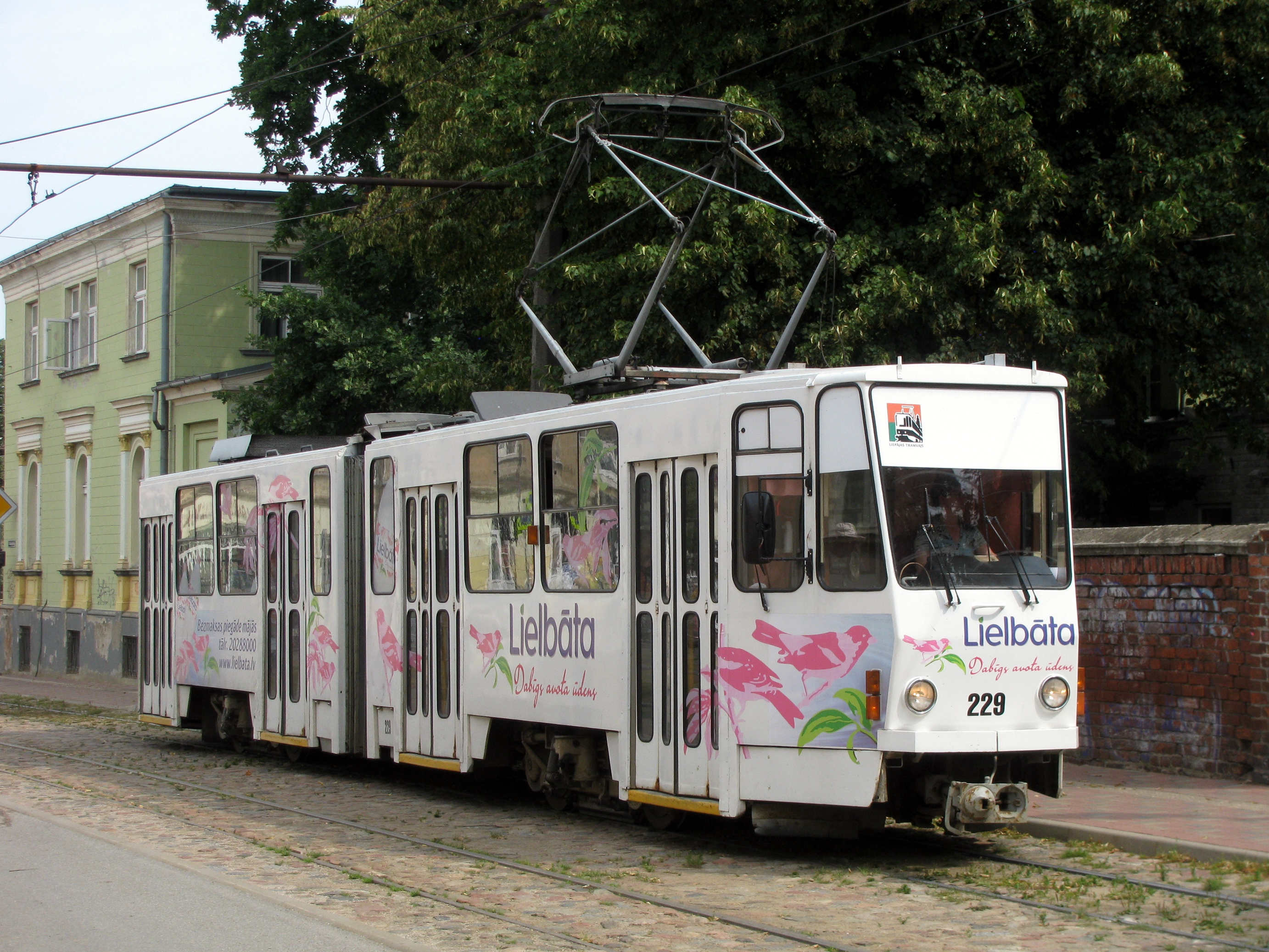
Nutida Tatra KT4-spårvagn på Krišjāņa Valdemāragatan